# 喬爾卡薩爾村
喬爾卡薩爾村（波斯語：جوركاسر），是伊朗吉兰省阿姆拉什县中央區南阿姆拉什鄉的一个村。2006年人口普查顯示該村人口为386人，分佈在101个家庭中。